# Loch Howie
Loch Howie är en sjö i Storbritannien.   Den ligger i riksdelen Skottland, i den centrala delen av landet, 500 km nordväst om huvudstaden London. Loch Howie ligger 239 meter över havet.  I omgivningarna runt Loch Howie växer i huvudsak blandskog.